# 田逢吉
田逢吉（？—？），字凝只，山西省澤州府高平縣人，清朝政治人物。
顺治十二年（1655年）乙未科進士，改庶吉士。順治十四年，任內翰林國史院編修、日講官。順治十六年，任翰林院侍講、翰林院侍讀。康熙年間，升任內秘書院侍讀學士。康熙五年，任內國史院學士。康熙九年，任會試副考官、戶部右侍郎。康熙十年，任日經筵講官、戶部左侍郎。康熙十一年，任浙江巡撫，加兵部侍郎銜。